# Dunai (Nepal)
Dunai è un centro abitato del Nepal occidentale di circa 2.000 abitanti, è capoluogo del Distretto di Dolpa nella provincia  Karnali Pradesh e fa parte della municipalità di Thuli Bheri.
La città si trova sulla riva del Thuli Bheri in una zona montagnosa a circa 2.134 m di altitudine. Poco a nord di Dunai inizia il Parco nazionale di Shey-Phoksundo.